# 1. deild kvinnur (1997)
W roku 1997 odbyła się 13. edycja 1. deild kvinnur – pierwszej ligi piłki nożnej kobiet na Wyspach Owczych. W rozgrywkach wzięło udział 8 klubów z całego archipelagu. Tytułu mistrzowskiego broniła drużyna B36 Tórshavn, jednak przejął go od niej klub KÍ Klaksvík, zdobywając go po raz pierwszy w swojej historii.

## Uczestnicy
| Uczestnicy 1. deild kvinnur 1996                                                                              | Uczestnicy 1. deild kvinnur 1996 | Uczestnicy 1. deild kvinnur 1996 | Uczestnicy 1. deild kvinnur 1996 |
| --- | -------------------------------- | -------------------------------- | -------------------------------- |
| B36 | B36 Tórshavn                     | 1                                |                                  |
| KÍ | KÍ Klaksvík                      | 2                                |                                  |
| LÍF | LÍF Leirvík                      | 3                                |                                  |
| Skála | Skála ÍF                         | 4                                |                                  |
| HB | HB Tórshavn                      | 5                                |                                  |
| EB | EB Eiði                          | 6                                |                                  |
| SÍS | SÍ Sumba                         | 7                                |                                  |
| Awans z 2. deild kvinnur 1996                                                                                 |                                  |                                  |                                  |
| B68 | B68 Toftir                       |                                  |                                  |
| Oznaczenia: - kolumna pierwsza – skróty nazw drużyn, - kolumna trzecia – miejsce zajęte w poprzednim sezonie. |                                  |                                  |                                  |

## Rozgrywki

### Tabela ligowa
| Lp. | Drużyna            | M  | Z  | R | P  | Bramki | Bramki | Różn. | Pkt | Uwagi              |
| --- | ------------------ | -- | -- | - | -- | ------ | ------ | ----- | --- | ------------------ |
| 1   | KÍ Klaksvík (M)    | 14 | 11 | 2 | 1  | 63     | 26     | +37   | 35  |                    |
| 2   | HB Tórshavn        | 14 | 10 | 3 | 1  | 53     | 14     | +39   | 33  |                    |
| 3   | B36 Tórshavn       | 14 | 10 | 1 | 3  | 56     | 12     | +44   | 31  |                    |
| 4   | LÍF Leirvík        | 14 | 6  | 4 | 4  | 33     | 37     | −4    | 22  |                    |
| 5   | EB Eiði            | 14 | 3  | 5 | 6  | 22     | 34     | −12   | 14  |                    |
| 6   | Skála ÍF           | 14 | 2  | 2 | 10 | 21     | 50     | −29   | 8   |                    |
| 7   | B68 Toftir (B) (S) | 14 | 1  | 5 | 8  | 15     | 44     | −29   | 8   | Baraże o 1. deild  |
| 8   | SÍ Sumba (S)       | 14 | 0  | 4 | 10 | 6      | 52     | −46   | 4   | Spadek do 2. deild |

### Wyniki spotkań
| Gospodarz \ Gość | B36  | B68  | EB  | HB  | KÍ  | LÍF | SÍS  | Skála |
| B36 Tórshavn     |      | 10:0 | 5:1 | 1:3 | 1:2 | 5:1 | 2:0  | 5:0   |
| B68 Toftir       | 0:3  |      | 1:2 | 1:5 | 1:2 | 1:1 | 1:1  | 1:1   |
| EB Eiði          | 0:3  | 2:2  |     | 1:1 | 2:2 | 2:2 | 8:0  | 3:0   |
| HB Tórshavn      | 1:1  | 9:0  | 4:0 |     | 7:3 | 3:1 | 3:0  | 4:0   |
| KÍ Klaksvík      | 4:3  | 6:3  | 6:0 | 4:1 |     | 8:0 | 10:1 | 4:3   |
| LÍF Leirvík      | 0:5  | 2:1  | 4:1 | 2:2 | 2:2 |     | 3:0  | 7:1   |
| SÍ Sumba         | 0:10 | 0:0  | 0:0 | 0:4 | 1:5 | 0:1 |      | 2:2   |
| Skála ÍF         | 0:2  | 0:3  | 4:0 | 0:6 | 1:5 | 6:7 | 3:1  |       |

Aktualne na 23 kwietnia 2015. Źródło: FaroeSoccer.com
Objaśnienia:
1Drużyna gospodarzy jest wymieniona po lewej stronie tabeli.
Kolory: zielony – zwycięstwo gospodarzy, żółty – remis, różowy – zwycięstwo gości.

### Baraże o 1. deild
| Drużyna 1                            | Wynik dwumeczu | Drużyna 2   | Pierwszy mecz | Drugi mecz |
| ------------------------------------ | -------------- | ----------- | ------------- | ---------- |
| B68 Toftir                           | 4 – 4          | NSÍ Runavík | 4:2           | 0:2        |
| Po lewej gospodarz pierwszego meczu. |                |             |               |            |

| 4 października 1997 | B68 Toftir                                                                | 4:2   | NSÍ Runavík            |                                             |
|                     | Sanna í Túni 14' · Hanna Joensen 25' · Lív Nesá 60' · Andrea Højgaard 63' | (2:2) | 12', 25' Irdi Nónklett | Svangaskarð, Toftir Sędzia: Eiler Rasmussen |

| 11 października 1997                                        | NSÍ Runavík                             | 2:0 k. 1:0              | B68 Toftir |                                                 |
|                                                             | Elsebeth Hansen 23' · Jónvør Hansen 36' | (2:0, 2:0, 2:0, k. 1:0) |            | við Løkin, Runavík Sędzia: Jens Petur Brattalíð |
| Elinbjørg Hammer 37' · Jónvør Hansen 76' · Jenny Hansen 86' | 48' Frida Andreasen                     | (2:0, 2:0, 2:0, k. 1:0) |            | við Løkin, Runavík Sędzia: Jens Petur Brattalíð |
| · Irdi Hansen                                               | Rzuty karne                             |                         |            | við Løkin, Runavík Sędzia: Jens Petur Brattalíð |

## Najlepsi strzelcy
| Bramki | Strzelcy                 | Drużyna        |
| ------ | ------------------------ | -------------- |
| 28     | Rannvá Andreasen         | KÍ Klaksvík    |
| 19     | Teresa Johnsson          | HB Tórshavn    |
| 18     | Kristina Eyðbjørnsdóttir | LÍF Leirvík    |
| 18     | Rakul Joensen            | B36 Tórshavn   |
| 14     | Eyðvør úr Dímun          | HB Tórshavn    |
| 10     | Sólvá Joensen            | B36 Tórshavn   |
| 8      | Borglis Fagradal         | Skála ÍF       |
| 8      | Maria Jacobsen           | KÍ Klaksvík    |
| 7      | 3 zawodniczki            | 3 zawodniczki  |
| 6      | 1 zawodniczka            | 1 zawodniczka  |
| 5      | 4 zawodniczki            | 4 zawodniczki  |
| 4      | 7 zawodniczek            | 7 zawodniczek  |
| 3      | 5 zawodniczek            | 5 zawodniczek  |
| 2      | 12 zawodniczek           | 12 zawodniczek |
| 1      | 25 zawodniczek           | 25 zawodniczek |
| sam.   | 7 zawodniczek            | 7 zawodniczek  |